# جلالقسي

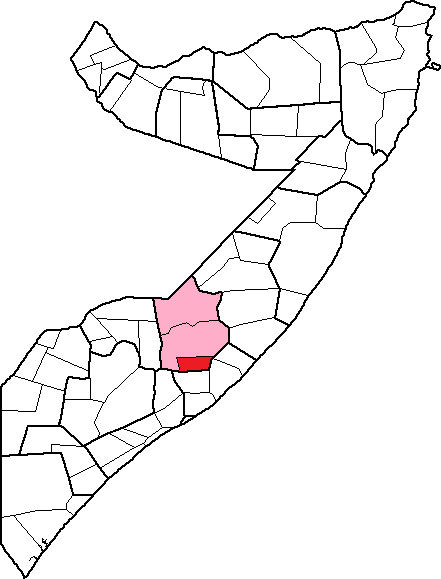
جلالقسي

جلالقسي (بالصومالية: jalalaqsi)‏  بلدة في محافظة هيران بوسط الصومال، تقع على ضفاف نهر شيبيلى وتتوسط بلدتي بولبردي وجوهر.

## التركيبة السكانية
يبلغ عدد سكان جلالقسي حوالي 60.800 نسمة.  في حين يصل عدد سكان مقاطعة جلالقسي إلى 80724 نسمة.

## خلفية تاريخية
في منتصف عام 1988 احتضنت جلالقسي أربعة مخيمات للاجئين يبلغ عدد سكانها حوالي 85000 صومالي، وكانت في ذلك الوقت ثالث أكبر مستوطنة في الصومال بعد مقديشو وهرجيسا. 

## المناخ
| البيانات المناخية لـجلالقسي       | البيانات المناخية لـجلالقسي | البيانات المناخية لـجلالقسي | البيانات المناخية لـجلالقسي | البيانات المناخية لـجلالقسي | البيانات المناخية لـجلالقسي | البيانات المناخية لـجلالقسي | البيانات المناخية لـجلالقسي | البيانات المناخية لـجلالقسي | البيانات المناخية لـجلالقسي | البيانات المناخية لـجلالقسي | البيانات المناخية لـجلالقسي | البيانات المناخية لـجلالقسي | البيانات المناخية لـجلالقسي |
| الشهر                             | يناير                       | فبراير                      | مارس                        | أبريل                       | مايو                        | يونيو                       | يوليو                       | أغسطس                       | سبتمبر                      | أكتوبر                      | نوفمبر                      | ديسمبر                      | المعدل السنوي               |
| --------------------------------- | --------------------------- | --------------------------- | --------------------------- | --------------------------- | --------------------------- | --------------------------- | --------------------------- | --------------------------- | --------------------------- | --------------------------- | --------------------------- | --------------------------- | --------------------------- |
| متوسط درجة الحرارة الكبرى °م (°ف) | 35.6 (96.1)                 | 37.0 (98.6)                 | 32.5 (90.5)                 | 37.5 (99.5)                 | 34.8 (94.6)                 | 33.0 (91.4)                 | 32.0 (89.6)                 | 32.7 (90.9)                 | 34.3 (93.7)                 | 34.9 (94.8)                 | 35.4 (95.7)                 | 35.0 (95.0)                 | 34.6 (94.2)                 |
| متوسط درجة الحرارة الصغرى °م (°ف) | 22.0 (71.6)                 | 21.9 (71.4)                 | 23.2 (73.8)                 | 23.7 (74.7)                 | 23.2 (73.8)                 | 22.3 (72.1)                 | 21.8 (71.2)                 | 21.6 (70.9)                 | 22.3 (72.1)                 | 22.7 (72.9)                 | 22.5 (72.5)                 | 22.1 (71.8)                 | 22.4 (72.4)                 |
| الهطول مم (إنش)                   | 2 (0.1)                     | 2 (0.1)                     | 22 (0.9)                    | 77 (3.0)                    | 81 (3.2)                    | 8 (0.3)                     | 15 (0.6)                    | 5 (0.2)                     | 10 (0.4)                    | 81 (3.2)                    | 59 (2.3)                    | 21 (0.8)                    | 383 (15.1)                  |
| المصدر: Climate-Data.org          |                             |                             |                             |                             |                             |                             |                             |                             |                             |                             |                             |                             |                             |

## شخصيات ملحوظة
- حسن شيخ محمود رئيس الصومال (2022- الآن)

## روابط خارجية
- "خريطة جلالقسي - صور القمر الصناعي لجلالقسي" دليل مابلانديا العالمي